# 见证 (纪录片)
《见证》是2020年4月18日在湖北卫视播出的以各省42000多名医护工作者援助湖北省抗击新冠疫情为主题的纪录片，导演和编剧是鲁澧、姚军。

## 演员
《见证》讲述了2020年春节，湖北省新冠疫情爆发，《人民日报》摄影记者李舸受中共中央指导组宣传组派遣携带摄影团队给42000多名驰援湖北省的医护人员拍摄肖像的过程。
- 李舸 出演 他自己，中国摄影家协会主席、《人民日报》摄影记者。

## 奖项
| 年份 | 提名者   | 颁奖方               | 奖项分类       | 是否得奖 | 备注  |
| ---- | -------- | -------------------- | -------------- | -------- | ----- |
| 2020 | 《见证》 | 第30届中国电视金鹰奖 | 最佳电视纪录片 | 提名     | [ 4 ] |